# چمن جنگلی (گیاه)
چمن جنگلی (نام علمی: Microstegium vimineum) نام یک گونه از تیره گندمیان و سردهٔ چمن جنگلی است.

## نگارخانه

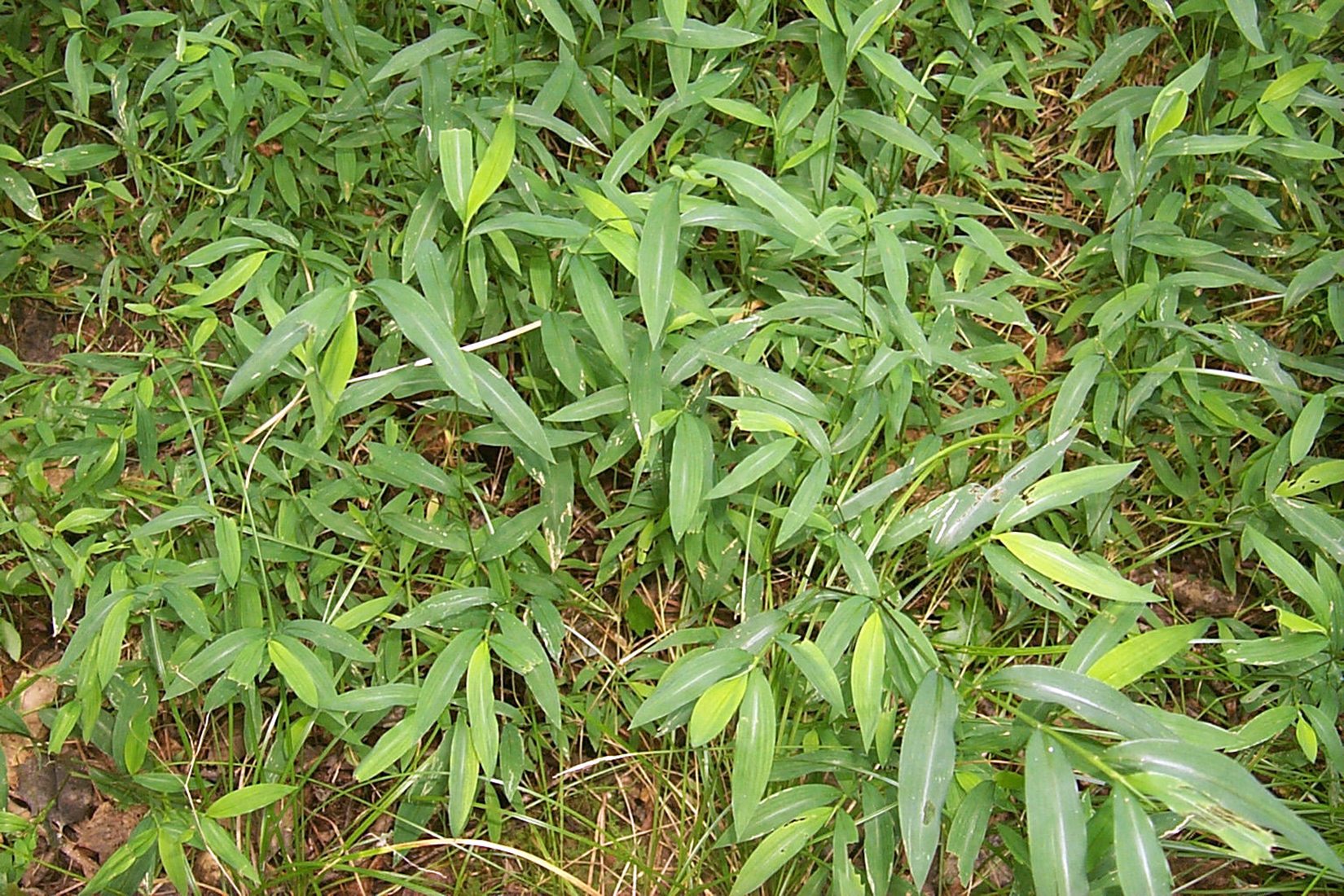
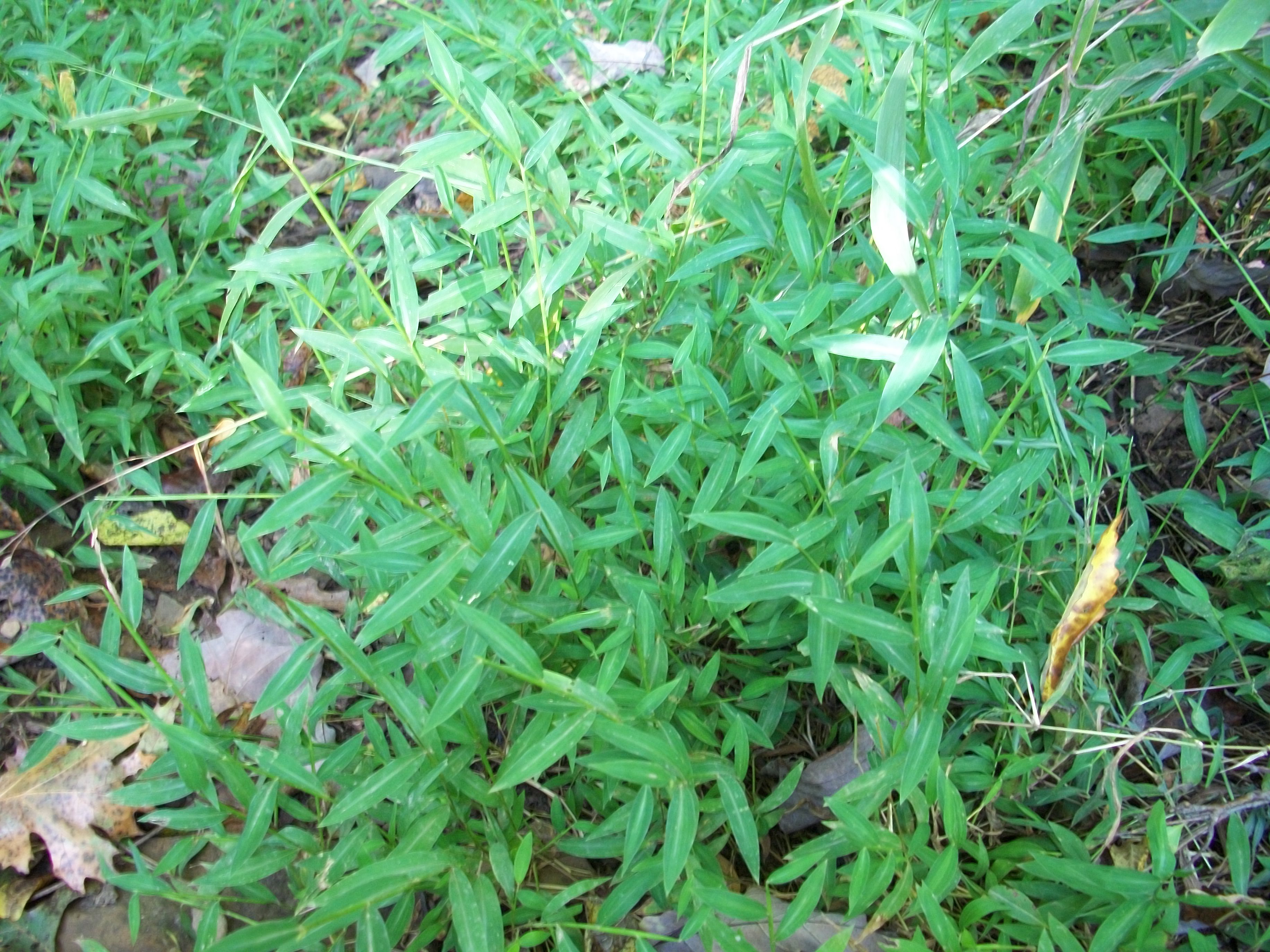
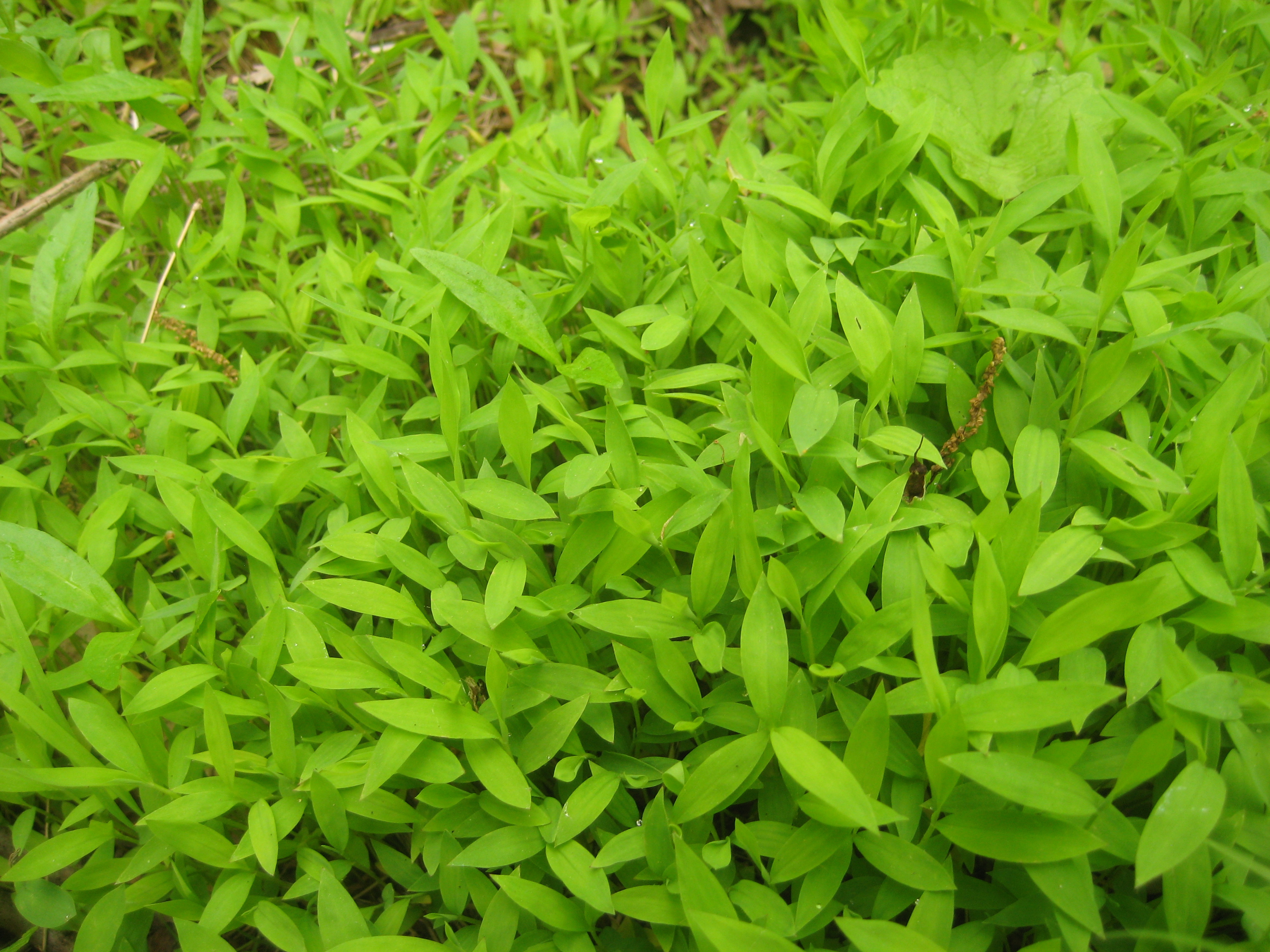
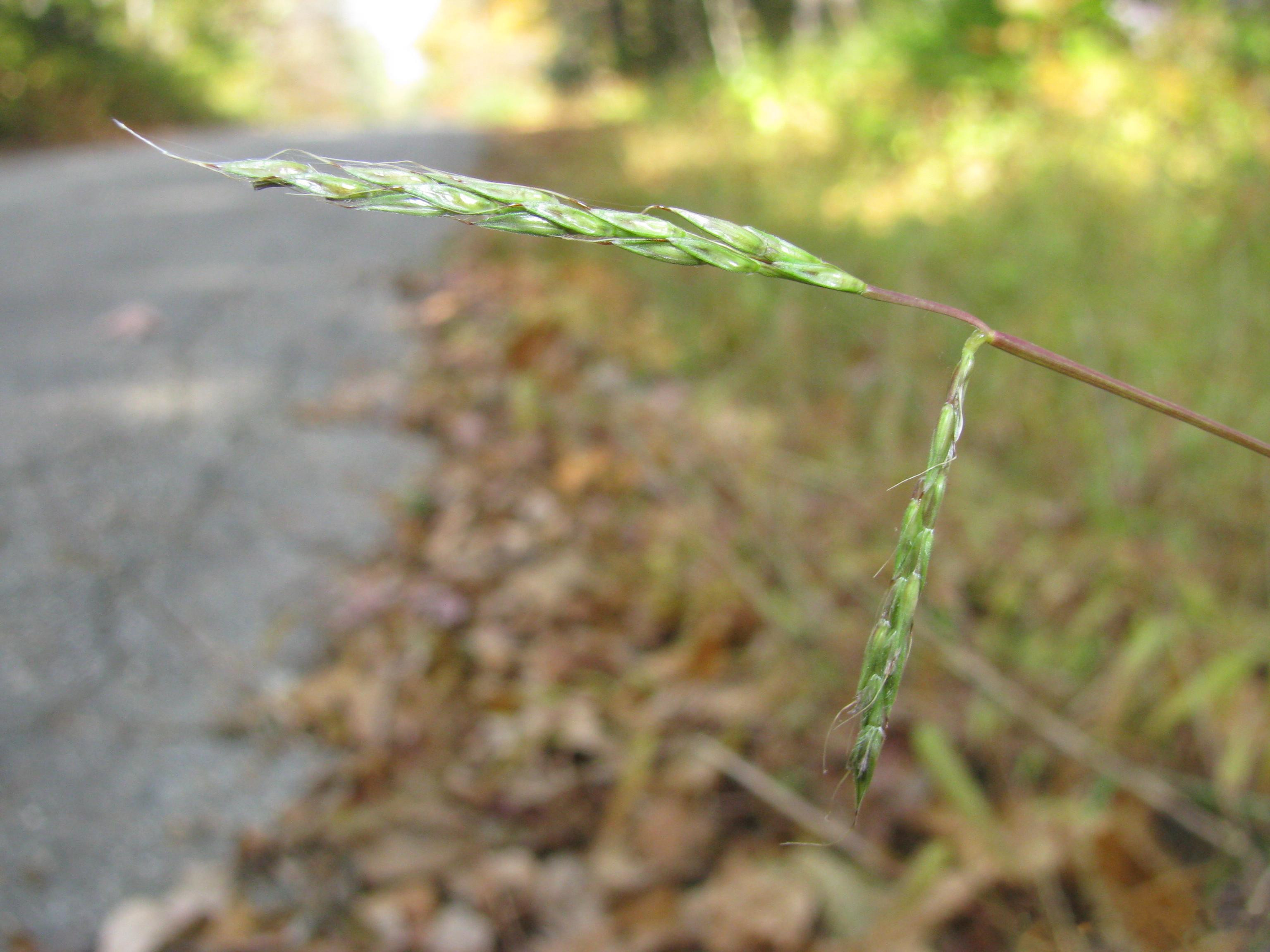